# 埃平 (北达科他州)
埃平（英語：Epping），是美国北达科他州下属的一座城市。根据2010年美国人口普查，该市有人口100人。